# Santa Fé de la Laguna
Santa Fé de la Laguna är en ort i Mexiko.   Den ligger vid Pátzcuarosjön i kommunen Quiroga och delstaten Michoacán de Ocampo, i den södra delen av landet, 260 km väster om huvudstaden Mexico City. Antalet invånare är 4 359.